# Nimcha
Nimcha és un sabre d'una sola mà del nord-oest d'Àfrica, especialment del Marroc i la part occidental de Algèria, semblant a una simitarra o saïf. Aquestes espases són generalment de finals del segle xviii o posteriors i destaquen perquè sovint si reutilitzen fulles antigues. Amb aquesta varietat de dissenys possibles, la nimcha destaca per les guarnicions amb diverses barres i els mànecs de fusta amb poms en forma de ganxo. La creu sovint té un guardamans que comença per sota de les barres i arriba fins a la part inferior del mànec. En el costat oposat de l'empunyadura, s'hi troba una barra sobre el fil i una o dues barres més sobre el contrafil. Aquestes espases tenen una forta semblança amb altres armes del món àrab com el tulwar o el saïf.